# Dewas Junior

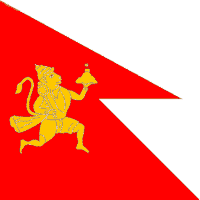
Furstendömets flagga, lägg märke till likheterna med Nepals flagga

Dewas Junior (benämning från tiden som brittisk vasallstat) var ett furstendöme i nuvarande distriktet Dewas i indiska delstaten Madhya Pradesh. Två marathiska furstebröder hade 1728 kommit till området och skapat ett självständigt område. Från 1841 var detta rike delat i två jämställda områden, styrda av varsin gren av familjen.
Dewas Junior hade en yta av 440 kvadratmiles och hade en befolkning på 54 904 invånare 1901. Man slöt vänskapsavtal med Ostindiska kompaniet 1804. Efter den indiska självständigheten 1947 uppgick såväl Dewas Junior som Dewas Senior i delstaten Madhya Bharat.